# Jabłuniwka (obwód ługański)
Jabłuniwka (ukr. Яблунівка) – wieś na Ukrainie, w obwodzie ługańskim, w rejonie swatowskim, nad Duwanoczką. W 2001 roku liczyła 20 mieszkańców.